# Krysantemumbombe
En Krysantemumbombe er en type fyrværkeri, som anvendes af professionelle fyrværkere. Den er enten kuglerund eller cylinderformet og skydes højt op i luften af en krudtladning i et affyringsrør. Bomben antændes ved afskydningen og eksploderer i stor højde, hvor den spreder lyseffekter i en stor kugle eller buket. En type giver en effekt, der kaldes krysantemum. Efter en tragisk ulykke brugte medierne det navn.
Krysantemumbomber er luftbomber, idet de bringes til eksplosion i luften. De er ulovlige for menigmand, da forkert brug kan medføre store skader. En lignende type fyrværkeri fås i almindelig handel. Det er mindre kugler, der sendes til vejrs med en raket.